# 栅须藻属
栅须藻属（学名：Isactis）为膠鬚藻科的一个属。本属的模式种为 扁平栅须藻（Isactis plana）。

## 下级分类
本属包括以下物种：
- 扁平栅须藻 Isactis plana Thuret ex Bornet and Flahault， 1886